# Budapests 21:a distrikt
Budapests 21:a distrikt är en del av huvudstaden Budapest i Ungern. Antalet invånare är 76 339.